# José Fernando Cuadrado
José Fernando Cuadrado Romero (* 1. Juni 1985 in Valledupar) ist ein kolumbianischer Fußballtorhüter.

## Karriere

### Verein
In seiner Jugend war er in vielen kleineren Klubs und schloss sich später dem Millonarios FC aus Bogotá an, bei welchem er es 2005 von der U20 in die erste Mannschaft schaffte. Hier stand er auch im Aufgebot der Copa Sudamericana 2007, wo er in den beiden ersten Runden im Kasten stand. Anfang 2010 wechselte er zu Deportivo Cali. Hier gelang ihm in seinen ersten Jahr der Gewinn des nationalen Pokals. Nach einem weiteren Jahr ging es zu Deportivo Pasto. Dort stand er zwei Jahre zwischen den Pfosten. Wirklich fest etablieren konnte er sich bei Once Caldas, wo er von Anfang 2013 bis Mitte Januar 2019 das Tor hütete. Anschließend spielte er bis Jahresende 2020 bei Atlético Nacional und ist seit dem seit vereinslos.

### Nationalmannschaft
Im Jahr 2014 stand er ein paar Spiele ohne Einsatz im Kader. Sein einziges Spiel im Dress der Nationalmannschaft absolvierte er am 14. November 2017 bei einem 4:0-Freundschaftsspielsieg auswärts gegen China über 90. Minuten. Danach stand er bei der Weltmeisterschaft 2018 im Kader und wurde später nicht mehr berufen.